# Džin (piće)
Džin (engleski: gin, prema nizozemski genever: borovica), je jako alkoholno piće s obujamnim udjelom etilnog alkohola od 40 do 43%.  Prema klasifikaciji spada u rakije po posebnim postupcima. Džin dobivamo destilacijom alkoholno prevreloga žitnog ili melasnoga koma, začinjeno plodovima, sjemenkama, korijenjem i korom s prevladavajućom aromom po borovici (klekovača). Omiljeni sastojak koktela, po tehnološkom se postupku dobivanja bitno ne razlikuje od naše travarice.

## Vrste
Ginovi mogu biti jonge - mladi i oude - stari. Glavna podjela gina je na London Dry (Beefeater, Tanqueray, Bombay Sapphire, Gordon's, Mombasa Club...), Plymouth, Old Tom i Genever (ili Jenever).
Može se podijeliti prema boji. Gin je uglavnom bezbojan do blijedo žut. Crni gin se može dobiti prirodnim i umjetnim putem. Žuti gin se dobije odležavanje u drvenim bačvama nekoliko mjeseci. Postoje i plavi, indigo i ružičasti gin koji je pak klasificiran kao koktel. Tzv. 'ginovi koji mijenjaju boju' su ginovi koji u sastavu imaju infuzirane biljke koje utječu na mijenjanje boje dodatkom nekog kiselog mixera.

## Zanimljivosti
Neke borovičke mogle bi biti legalno klasificirane kao džin, ali dok džinov primarni okus dolazi od Juniperus communis, borovičkin dolazi od Juniperus communis ili Juniperus oxycedrus. Između ostalog, borovička također može imati dodane grančice ili bobice nakon destilacije.